# Carpetània
Carpetània fou el nom d'una regió d'Hispània habitada pels carpetans, un poble celta establert a les muntanyes de Toledo, el riu Guadiana i la serra d'Alcaraz, abraçant zones de les modernes comunitats autònomes de Madrid i Castella-la Manxa. Tenien per veïns al sud als oretans, al nord-est als celtibers i al-nord-oest als vacceus i vetons. No van arribar a formar una unitat política i foren integrats amb rapidesa a la influència romana. Les ciutats principals eren Toletum (la moderna Toledo), Complutum (la moderna Alcalá de Henares), Consabura (la moderna Consuegra), Segobriga (prop de Saelices, a la província de Conca) i Laminium (de localització discutida).
En època visigoda, Carpetània fou el nom donat a part de la província de Toledo, centre tant geogràfic com polític, on estava la capital Toledo. Els seus límits són incerts però se suposa que anava a l'oest fins a Lusitània i e l'est fins a Celtibèria.
Modernament Carpetania no s'utilitza però si l'adjectiu carpetovetònic (fusió de carpetans i vetons), tòpic per indicar les virtuts i defectes dels castellans tipus. En geografia el nom de Serra de Carpetània o serralada Carpetovetònica designa al sistema Central, que separa l'altiplà nord del sud, encara que gairebé ja no s'empra actualment; la serralada muntanyosa que separa Segòvia de Madrid s'anomena les muntanyes Carpetanes (Montes Carpetanos).